# Carl Tomaselli der Jüngere
Carl Tomaselli der Jüngere (* 5. März 1839 in Salzburg; † 7. April 1914 ebenda) war ein österreichischer Cafétier.

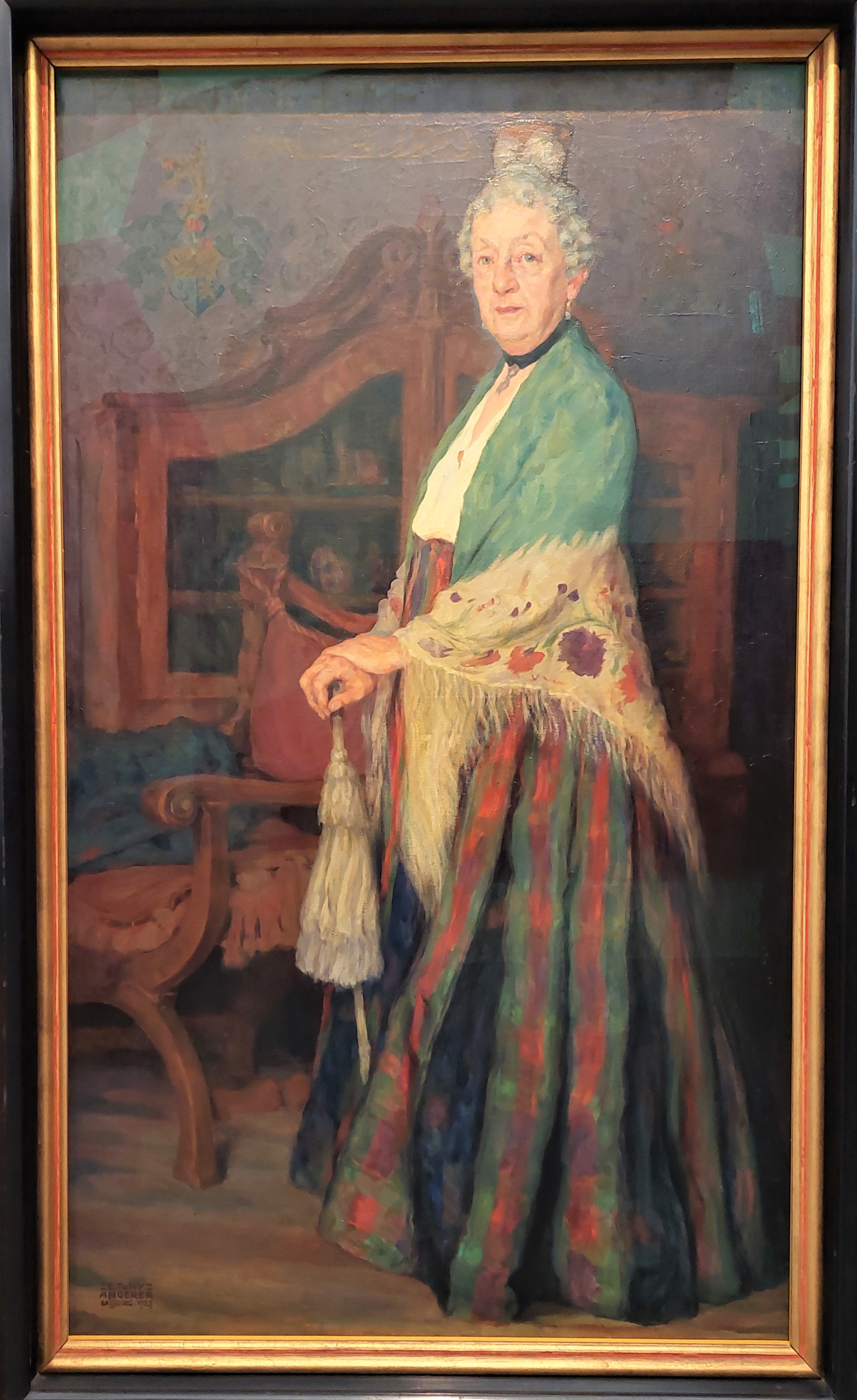
Elise Tomaselli (geb. Leiler), Ölbild von E. Tony Angerer (1925)

## Leben
Tomaselli war der Sohn Carl Tomasellis des Älteren und dessen Ehefrau Mathilde Fuchs (1814–1887). Schon früh arbeitete er im Café Tomaselli mit und übernahm nach dem Tod seiner Eltern den Familienbetrieb. 1873 heiratete er Elise Leiler (1854–1928) und hatte mit ihr drei Söhne: Carl (1875–1916), Richard (?) und Otto (1880–1925). Viele Jahre war Tomaselli zusammen mit seiner Ehefrau Förderer des Museums Carolino Augusteum.

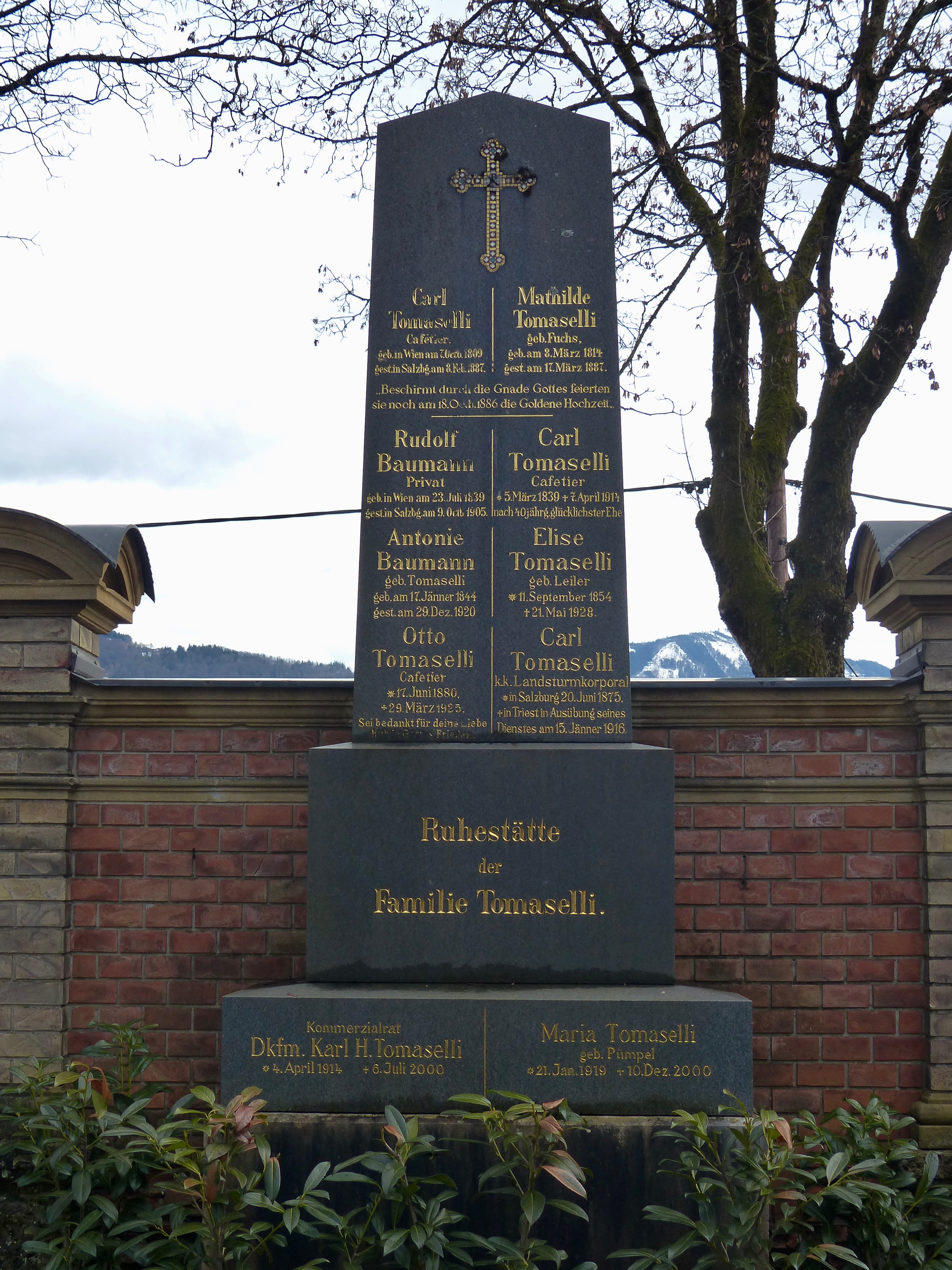
Grabmal der Familie Tomaselli am Salzburger Kommunalfriedhof

Vier Wochen nach seinem 75. Geburtstag starb Carl Tomaselli am 7. April 1914 in Salzburg und fand seine letzte Ruhestätte auf dem Salzburger Kommunalfriedhof.